# ASU-85
 (septembre 2021).
La mise en forme du texte ne suit pas les recommandations de Wikipédia : il faut le « wikifier ».
Les points d'amélioration suivants sont les cas les plus fréquents :
- Les titres sont pré-formatés par le logiciel. Ils ne sont ni en capitales, ni en gras.
- Le texte ne doit pas être écrit en capitales (les noms de famille non plus), ni en gras, ni en italique, ni en « petit »…
- Le gras n'est utilisé que pour surligner le titre de l'article dans l'introduction, une seule fois.
- L'italique est rarement utilisé : mots en langue étrangère, titres d'œuvres, noms de bateaux, etc.
- Les citations ne sont pas en italique mais en corps de texte normal. Elles sont entourées par des guillemets français : « et ».
- Les listes à puces sont à éviter, des paragraphes rédigés étant largement préférés. Les tableaux sont à réserver à la présentation de données structurées (résultats, etc.).
- Les appels de note de bas de page (petits chiffres en exposant, introduits par l'outil «  Source ») sont à placer entre la fin de phrase et le point final[comme ça].
- Les liens internes (vers d'autres articles de Wikipédia) sont à choisir avec parcimonie. Créez des liens vers des articles approfondissant le sujet. Les termes génériques sans rapport avec le sujet sont à éviter, ainsi que les répétitions de liens vers un même terme.
- Les liens externes sont à placer uniquement dans une section « Liens externes », à la fin de l'article. Ces liens sont à choisir avec parcimonie suivant les règles définies. Si un lien sert de source à l'article, son insertion dans le texte est à faire par les notes de bas de page.
- La présentation des références doit suivre les conventions bibliographiques. Il est recommandé d'utiliser les modèles {{Ouvrage}}, {{Chapitre}}, {{Article}}, {{Lien web}} et/ou {{Bibliographie}}. Le mode d'édition visuel peut mettre en forme automatiquement les références.
- Insérer une infobox (cadre d'informations à droite) n'est pas obligatoire pour parachever la mise en page.

Pour une aide détaillée, merci de consulter Aide:Wikification.
Si vous pensez que ces points ont été résolus, vous pouvez retirer ce bandeau et améliorer la mise en forme d'un autre article.
 (octobre 2021).
Si vous disposez d'ouvrages ou d'articles de référence ou si vous connaissez des sites web de qualité traitant du thème abordé ici, merci de compléter l'article en donnant les références utiles à sa vérifiabilité et en les liant à la section « Notes et références ».
L’ASU-85 (en russe : Авиадесантная самоходная установка, АСУ-85, Aviadesantnaïa Samokhodnaïa Oustanovka, ASOu-85 – monture automotrice aéroportée) est un canon automoteur aéroporté de conception soviétique de l’époque de la guerre froide. À partir de 1959, il a commencé à remplacer l’ASU-57 à toit ouvert en service. Il a été, à son tour, remplacé par le BMD-1 à partir de 1969.

## Historique de développement

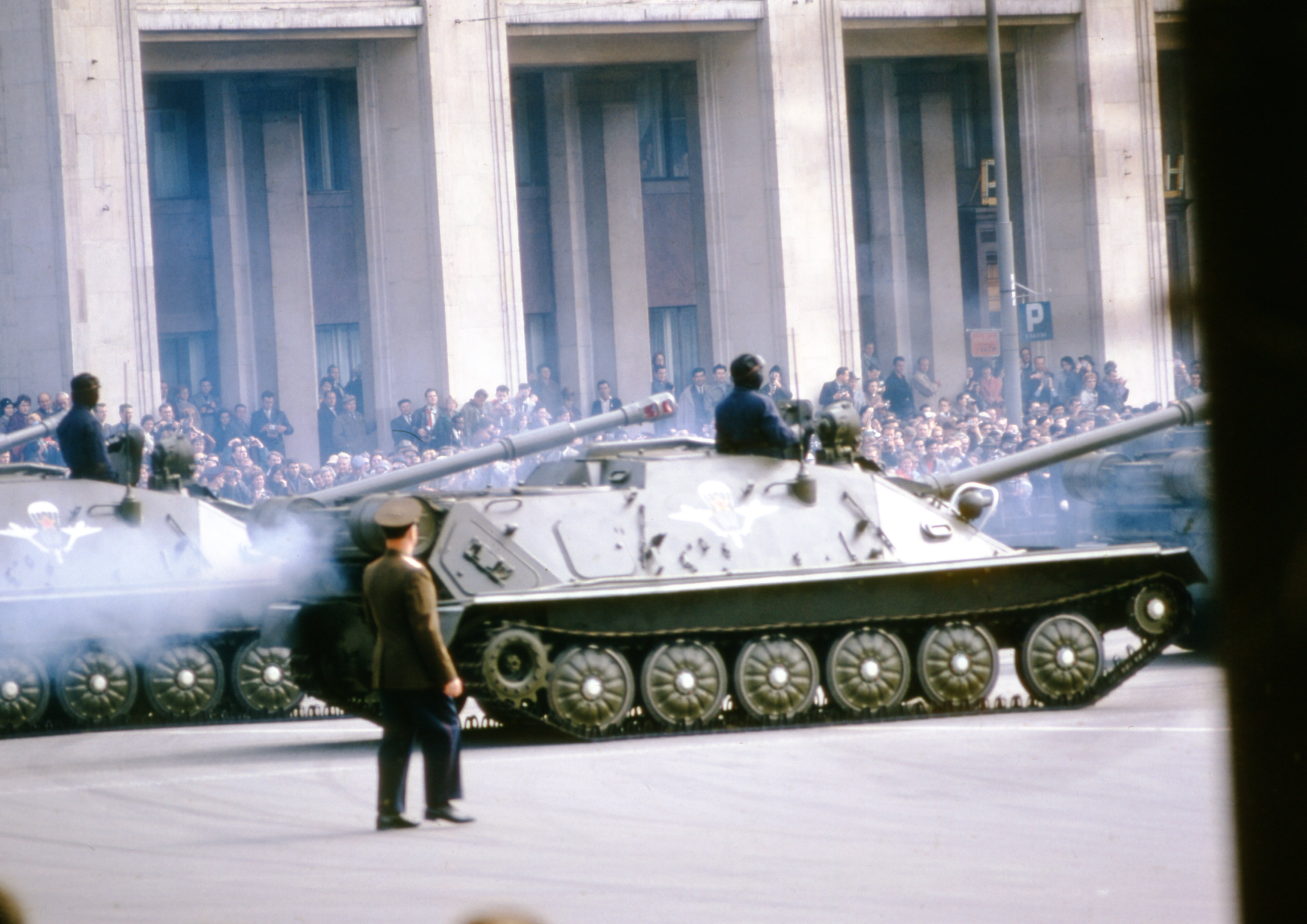
Des ASU-85 défilant à Moscou en 1964.

Le développement d’un nouveau canon d’assaut pour les forces armées a commencé au bureau d’études OKB-40 de l’usine de construction de machines Mytishchi (MMZ), sous la supervision du concepteur en chef Nikolaï Aleksandrovitch Astrov. Le premier prototype Ob’yekt 573 était prêt pour les essais en usine dans la seconde moitié de 1953. Ce premier véhicule a été suivi d’un petit lot de trois véhicules améliorés qui ont été évalués par les forces armées en 1956-1957. Les véhicules améliorés étaient propulsés par un nouveau moteur diesel horizontal à six cylindres, le YaMZ-206V, au lieu du V6 d’origine du PT-76. En 1958, l’ordre de commencer la production en série du SU-85– comme on l’appelait initialement (bien qu’il y ait déjà un véhicule portant le même nom, basé sur le T-34)– a été donné. Cependant, à la suite d’un ordre du ministère de la Défense d’ajouter un toit blindé (les premiers véhicules étaient encore à toit ouvert), la production en série n’a pu commencer qu’en 1961. À ce moment-là, la configuration était déjà obsolète et dans la seconde moitié des années 1960, le VDV est devenu le principal opérateur du SU-85 et l’a rebaptisé ASU-85.

## Conception
L’ASU-85 est basé sur le châssis du char PT-76, mais sans les capacités amphibies et équipé d’un nouveau moteur. Le véhicule dispose de trois compartiments: le conducteur à l’avant, le compartiment de combat au centre et le compartiment moteur à l’arrière.
L’armement se compose d’un canon D-70 (2A15) de 85 mm, dérivé du D-48de F.F. Petrov. La munition L/67 a un poids total de 1 865 kg et une plage d’élévation de −4,50 à +15°. Le débatement est de 15° de chaque côté. Le D-70 tire les mêmes munitions que le D-48 (3BK-7 HEAT, BR-372 HVAP-T et OF-372 HE), la charge de combat est de 45 coups. Le canon a une portée effective de 1 150 m et une portée maximale de 10 km. Il peut pénétrer 192 mm de blindage en acier à partir d’un angle de 60° à une distance maximale de 1 km. La mitrailleuse coaxiale est soit la SGMT, soit la PKT avec une charge de combat de 2 000 coups.
Le canon principal et la mitrailleuse coaxiale sont équipés du viseur TShK-2-79. Pour les tirs nocturnes, le viseur TPN1-79-11 est utilisé en combinaison avec le projecteur IR L-2. Des tirs indirects sont effectués à l’aide des viseurs S-71-79 et PG-1. En outre, le commandant est équipé de deux dispositifs d’observation; les TNPK-20 (jour) et TKN-1T (nuit).
Tous les ASU-85 étaient équipés d’une radio R-113 et d’un système d’interphone R-120. Au début des années 1970, certains véhicules étaient équipés d’une mitrailleuse lourde DShK-M de 12,7 mm avec 600 cartouches. Ces véhicules avaient une charge de combat réduite de 39 obus de canon principal et ont reçu l’indicateur OTAN ASU-85 M1974. La désignation originale était SU-85M ou ASU-85M. L’ASU-85 pourrait également être équipé de générateurs de fumée BDSh-5.

## Historique

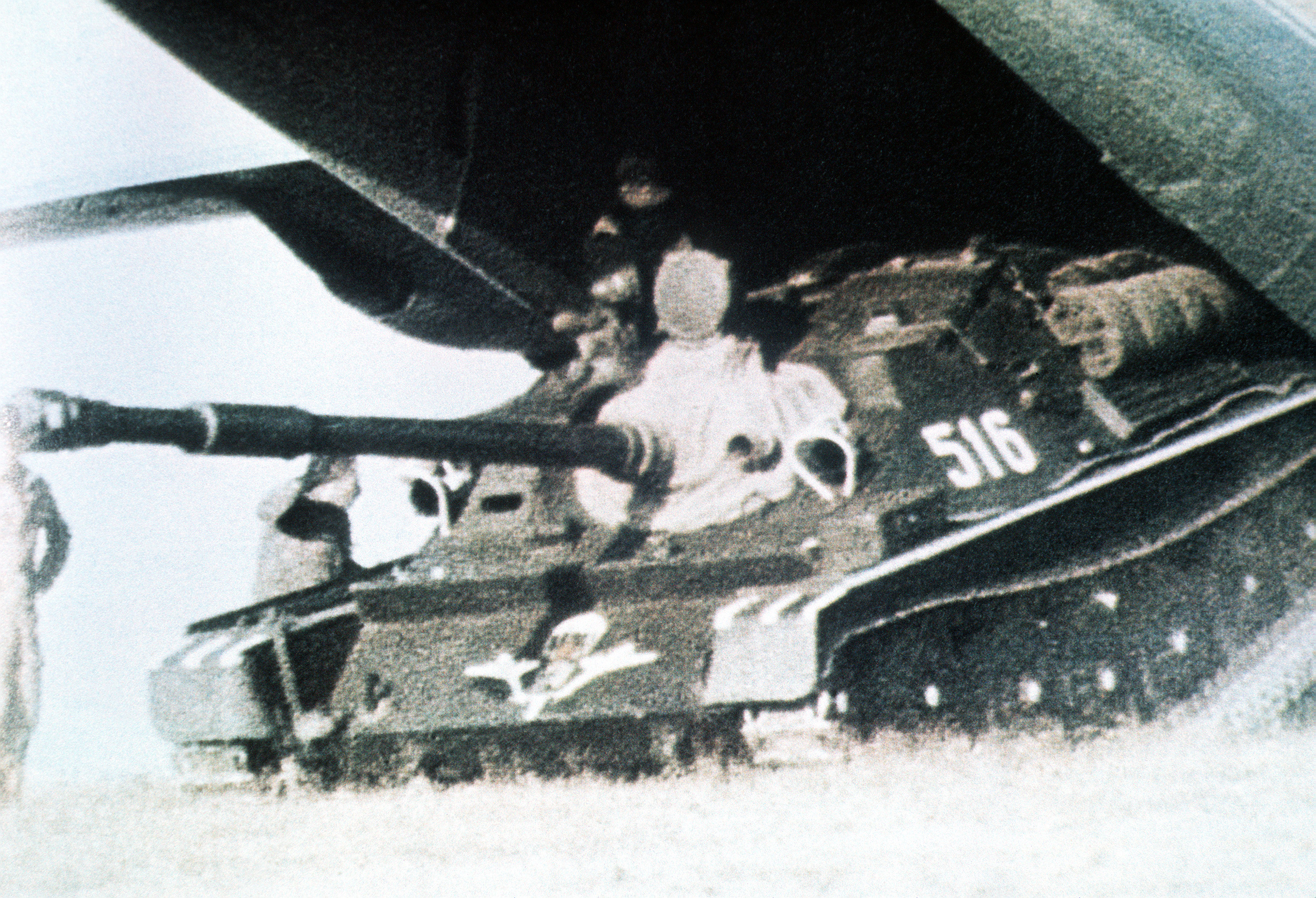
Blindé ASU-85 des VDV de l'armée soviétique dans les années 1980 débarqué d'un Antonov 12.

Les forces aéroportées soviétiques ont utilisé l’ASU-85 dans des opérations aéroportées. Son rôle principal était le soutien ou l’assaut de l’infanterie légère, avec une capacité antichar limitée. Chaque division aéroportée avait un bataillon de canons d’assaut avec 31 ASU-85. La 6e division aéroportée polonaise de Poméranie (en polonais: 6 Pomorska Dywizja Powietrzno-Desantowa) avait un nombre égal.
L’utilisation aéroportée de l’ASU-85 est devenue possible avec l’introduction des hélicoptères Mi-6 et Mi-10 et des systèmes multi-chutes et rétro-fusées de grande capacité pour les largages depuis les avions à ailes fixes. Il a été observé pour la première fois par l’OTAN en 1962 et a été largement utilisé par les unités aéroportées soviétiques et polonaises.
Pendant la guerre soviéto-afghane, les troupes aéroportées soviétiques ont utilisé des ASU-85 au combat.
Au début de 2016, le Vietnam a exprimé son intérêt pour un ensemble de mise à niveau pour l’ASU-85 qui comprend un groupe motopropulseur plus puissant qui augmente la vitesse de la route de 45 à 60 km/h  et la portée de croisière de 400 à 450 km.

## Variantes
Il n’existe pas de variantes de l’ASU-85, mais son châssis a servi de base à d’autres conceptions, telles que le châssis GM-575 du ZSU-23-4 « Shilka » et les châssis GM-568 et GM-578 du lanceur 2P25 et le véhicule radar 1S91 du système 2K12 « Kub ».

## Opérateurs
Carte des anciens opérateurs ASU-85 en rouge

### Opérateurs actuels
- Viêt Nam

### Anciens opérateurs
- Pologne

- - Ludowe Wojsko Polskie a reçu 31 ASU-85 en 1966. Tous ont été affectés au 35e escadron d’artillerie automotrice (polonais: 35. Dywizjon Artylerii Samobieżnej) de la 6e division aéroportée de Poméranie(polonais: 6. Pomorska Dywizja Powietrzno-Desantowa)à Cracovie. Tous ont été retirés du service en 1976 et l’unité a été dissoute.
- Union soviétique
  - L’armée soviétique a utilisé l'ASU-85 dans les divisions aéroportées des forces aéroportées soviétiques. Tous les SG ont été retirés du service.

## Véhicules survivants
ASU-85 au Muzeum Polskiej Techniki Wojskowej à Varsovie.
ASU-85 au Musée des armes polonaises de Kołobrzeg.
- Pologne
  - Musée de l’armée polonaise à Varsovie – numéro tactique 1601, exposé au Musée de la technologie militaire polonaise;
  - Musée de l’artillerie à Toruń
  - Musée de l’Aigle blanc à Skarżysko-Kamienna – numéro tactique 9011,
  - Musée polonais des armes à Kołobrzeg,
  - Musée des armes blindées à Poznań
  - Musée militaire de Suwałki.
- Russie
  - Kubinka Tank Museum – numéro tactique 057
  - Monument à Omsk
  - Deux monuments sur un site militaire à Pskov
- Ukraine
  - Musée de l’équipement militaire dans le parc de la paix à Kremenchuk
  - Monument à Tarutyne – numéro tactique 328